# Jalen Hudson
Jalen Hudson (ur. 21 maja 1996 w Akron) – amerykański koszykarz, występujący na pozycji rzucającego obrońcy.
W 2019 reprezentował Cleveland Cavaliers, podczas letniej ligi NBA w Las Vegas i Salt Lake City.
25 sierpnia 2019 zawarł umowę z izraelskim Hapoel Ramat Gan. 9 września, jeszcze przed rozpoczęciem sezonu zasadniczego, opuścił klub.
8 września 2019 został zawodnikiem Spójni Stargard na okres testów. 17 września opuścił klub.

## Osiągnięcia
Stan na 24 października 2019, na podstawie, o ile nie zaznaczono inaczej.
- Uczestnik rozgrywek:
  - Sweet 16 turnieju NCAA (2016)
  - II rundy turnieju NCAA (2018, 2019)
- MVP turnieju Orange Bowl Classic (2018)
- Zaliczony do I składu:
  - ACC All-Academic (2016)
  - turnieju PK80 (2017)
- Zawodnik tygodnia Southeastern (SEC – 27.11.2017, 22.01.2018, 5.03.2018)